# Johannes Schmidt (Epigraphiker)
Johannes Wilhelm Theodor Schmidt (* 24. April 1850 in Schmiedeberg; † 6. Januar 1894 in Königsberg (Preußen)) war ein deutscher klassischer Philologe und Epigraphiker.

## Leben
Der Sohn des Pastors und Superintendenten August Schmidt studierte ab 1867 Klassische Philologie und Theologie an den Universitäten zu Bonn (unter anderem bei Otto Jahn) und Halle. Im Deutsch-Französischen Krieg 1870/1871 diente er als Freiwilliger und wurde schwer verletzt. Nach seiner Genesung legte er das theologische Examen ab und hielt sich für private Studien einige Monate in Berlin auf. Zurückgekehrt nach Halle wurde er 1874 mit der Dissertation De Herodotea quae fertur vita Homeri („Über die Herodot zugeschriebene Homer-Vita“) promoviert. In den folgenden Jahren arbeitete Schmidt als Dozent in Halle, wo er sich 1878 mit der Schrift Commentationis de seviris Augustalibus scriptae particula habilitierte und zum Privatdozenten ernannt wurde. 1883 folgte er kurz nach seiner Ernennung zum außerordentlichen Professor einem Ruf an die Universität Gießen als ordentlicher Professor für Klassische Philologie, um die Nachfolge von Wilhelm Clemm (1843–1883) anzutreten. 1892 übernahm er den Lehrstuhl Alfred Schönes (1836–1918) an der Albertus-Universität Königsberg. Seine Wirkungszeit dort war nur von kurzer Dauer: Schmidt erkrankte an Magenkrebs und musste die Lehrtätigkeit einstellen. Sein Lehrstuhl wurde von 1893 bis 1895 von Alfred Gercke vertreten. Am 6. Januar 1894 starb Schmidt im Alter von 43 Jahren.
Schmidt bereitete nach Gustav Heinrich Wilmanns’ Tod (1878) als Mitarbeiter von Theodor Mommsen die Supplemente zum Band der nordafrikanischen Inschriften des Corpus Inscriptionum Latinarum vor, wofür er im Winter 1882/1883 nach Algier und Tunis reiste. Nach seinem Tode übernahm Hermann Dessau gemeinsam mit dem französischen Epigraphiker René Cagnat diese Aufgabe. Schmidt lieferte zudem mehr als einhundert Artikel – zumeist über die Geographie und Topographie des römischen Nordafrika – für die ersten Bände von Paulys Realencyclopädie der classischen Altertumswissenschaft (RE). Daneben entdeckte er 1881 das älteste romanische Sprachdenkmal im Codex Vaticanus Reginensis Latinus 1462, die Alba bilingue, ein Tagelied.

## Schriften
- De Herodotea quae fertur vita Homeri, Phil. Diss. Halle 1874 – mit lateinischer Vita [erweiterte Fassung: Halle 1876 (= Dissertationes philologicae Halenses, Bd. 2,3, S. 97–219)].
- Leibnitz und Baumgarten. Ein Beitrag zur Geschichte der deutschen Aesthetik, Halle 1875.
- Commentationis de seviris Augustalibus scriptae particula, Halle 1878 (Habilitationsschrift; in erweiterter Fassung als De Seviris Augustalibus, Halle 1878 erschienen in der Reihe Dissertationes philologicae Halenses, Bd. 5, Halle 1883)
- Die älteste Alba. In: Zeitschrift für deutsche Philologie 12, 1881, S. 333–341.
- Bericht an die Königliche Akademie der Wissenschaften zu Berlin, über die im Auftrage derselben im Winter 1882/83 ausgeführte epigraphische Reise nach Algier und Tunis. In: Sitzungsberichte der königlich preußischen Akademie der Wissenschaften zu Berlin, 1883, 1, S. 607–616. (Digitalisierte Akademieschriften)
- Inscriptiones Africae Latinae. Supplementi pars I: Inscriptiones Africae proconsularis. Edid. René Cagnat, I. Schmidt, Berlin 1891 (impr. iter. 1966).
- Inscriptiones Africae Latinae. Supplementi pars II: Inscriptiones provinciae Numidiae. Edid. R. Cagnat, I. Schmidt. Commentariis instruxerunt I. Schmidt, Hermann Dessau, Berlin 1894 (impr. iter. 1969).
- Inscriptiones Africae Latinae. Supplementi pars III: Inscriptiones Mauretaniae. Miliaria et instrumentum domesticum. Edid. I. Schmidt, R. Cagnat, H. Dessau, Berlin 1904 (impr. iter. 1969).